# Que Rock é Esse?
Que Rock é esse? é um programa de televisão apresentado pelo músico Beto Lee, transmitido pelo canal de televisão por assinatura Multishow, no Brasil.
O programa teve uma primeira temporada mostrando a história do pop e do rock nacional, dos primórdios, passando pelo BRock e  chegando no cenário atual.
Agora se iniciou outra temporada, dividida em 13 episódios tratando do rock internacional. Os episódios serão os seguintes: "Flanelas em fúria (Grunge)", "Todo poder das mulheres/Super Poderosas (Girl power)", "Aumente o volume (As guitarras)", "O som das trevas (Dark/gótico)", "Chá com guitarras (Brit Pop)", "Metal Pesado (Heavy metal)", "Caras e bocas (Posers)", "Ritmo e Poesia (Black Music)", "Faça você mesmo (Punk rock)", "Novas ondas (Pós-punk/new wave)", "Flower power (Hippies e suas influências até hoje)", "Correndo por fora (Rock Alternativo)" e "Emoções eletrônicas (Emo/eletrorock)".